# G0511 (China)
De G0511 of Dedu Expressway is een autosnelweg in de Volksrepubliek China. De weg loopt van Deyang naar Dujiangyan. De naam Dedu is een porte-manteau van de eindpunten Deyang en Dujiangyan. De G0511 is 89,6 kilometer lang.